# Murilo Mendes

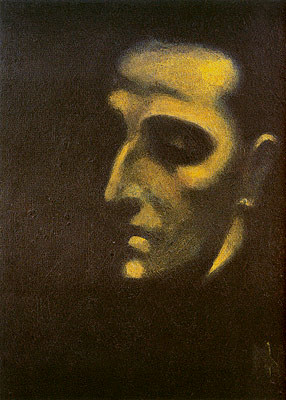
Murilo Mendes, portret de Ismael Nery

Murilo Monteiro Mendes (n. 13 mai 1901 la Juiz de Fora - d. 13 august 1975 la Lisabona) a fost un poet brazilian modernist, considerat ca fiind unul dintre precursorii mișcării suprarealiste din această țară.
Lirica sa este punctată de umor și paradoxuri ermetice sau cu preocuparea pentru cosmic și iubirea universală, într-o imagistică 
suprarealistă.

## Scrieri
- 1930: Poemas ("Poeme");
- 1935: Tempo e eternidade ("Timp și veșnicie");
- 1938: A poesia em pânico ("Poezia în panică");
- 1945: Mundo enigma ("Lumea enigmă");
- 1947: Poesia libertade ("Poezia libertate");
- 1959: Poesias 1925-55 ("Poezii 1925-55");
- 1959: Tempo espanhol ("Timp spaniol");
- 1970: Convergência ("Convergență");
- 1972: Poliedro ("Poliedru").